# Colt M1903 Pocket Hammerless
La Colt M1903 Pocket Hammerless (da non confondere con la Colt M1903 Pocket Hammer) è una pistola semiautomatica calibro .32 ACP progettata da John Browning e prodotta dalla Colt Firearms Manufacturing di Hartford, Connecticut. La Colt M1908 Pocket Hammerless era una variante prodotta a partire dal 1908 in calibro .380 ACP.
Nonostante il termine hammerless (letteralmente 'senza cane'), l'arma presenta un cane per l'azionamento ma si trova nascosto sotto il carrello. Questo permette di trasportare la pistola e di estrarla dalla fondina senza che si impigli.
Per quanto simile nel nome e progetto dello stesso John Browning, la Colt M1903 Pocket Hammer in .38 ACP non è collegata in alcun modo alla Pocket Hammerless, sfruttando principi di funzionamento molto diversi. Al contrario, la FN M.le 1903 è una copia prodotta su licenza della M1903 Pocket Hammerless, ma risulta più grande per poter usare la munizione 9 × 20 mm SR.

## Storia
Tra il 1903 e il 1945 furono prodotte dalla Colt 710.224 pistole, ripartite tra M1903 (572.215 esemplari) e M1908 (138.009), ognuna in cinque varianti (Type I, II, III, IV, V). Molte di queste vennero distribuite alle forze armate statunitensi dalla Seconda guerra mondiale fino alla metà degli anni '70. Nel 1972 l'arma venne rimpiazzata dalla Colt M15 General Officier (prodotta dal Rock Island Arsenal), versione compatta dalla M1911A1.
La Polizia municipale di Shanghai armò i suoi ufficiali con questa pistola negli anni '20 e '30 e l'arma fu particolarmente apprezzata anche dal Dipartimento di Polizia di New York. Tuttavia, le piccole dimensioni dell'arma e la conseguente facile occultabilità la resero particolarmente diffusa tra le gang criminali. Si dice che Al Capone ne avesse una sempre con sé, nascosta nella tasca del cappotto, e che Bonnie Parker ne abbia usata una mentre faceva evadere Clyde Barrow di prigione, fissandola alla coscia con del nastro adesivo. John Dillinger ne aveva una quando fu colpito dalla polizia il 22 luglio 1934 fuori dal teatro Biograph e un altro famoso criminale, Willie Sutton, ne aveva una addosso quando fu catturato dalla polizia il 18 febbraio 1952.

## Colt M1903 Pocket Hammerles "General Officier"
Il modello "General Officier" era spesso inciso con il nome del portatore: famosi sono Dwight D. Eisenhower, Omar Bradley, George Marshall and George S. Patton. La M1908 di Patton era decorata con tre (poi quattro) stelle che simboleggiavano il grado. Le armi venivano consegnate con una fondina in pelle di alta qualità, cintura per il trasporto con fibbia in metallo dorato e due portacaricatori aggiuntivi sempre in pelle. Gli accessori in pelle potevano essere marroni o neri (a seconda del servizio) ed erano prodotti da Atchison Leather Products e Hickock. Il set includeva anche due caricatori aggiuntivi e un kit di pulizia.
Inizialmente, le armi distribuite erano la variante M1908 in calibro .380 ACP identificata da una lettera M. Questo fino al 1950, quando le scorte terminarono e si passò a distribuire la variante in .32 ACP fino al 1972. La M1903/M1908 fu sostituira dalla M15 prodotta dal Rock Island Arsenal. A oggi, una replica della M1903 viene prodotta dalla U.S. Armaments su licenza della Colt.

## Funzionamento

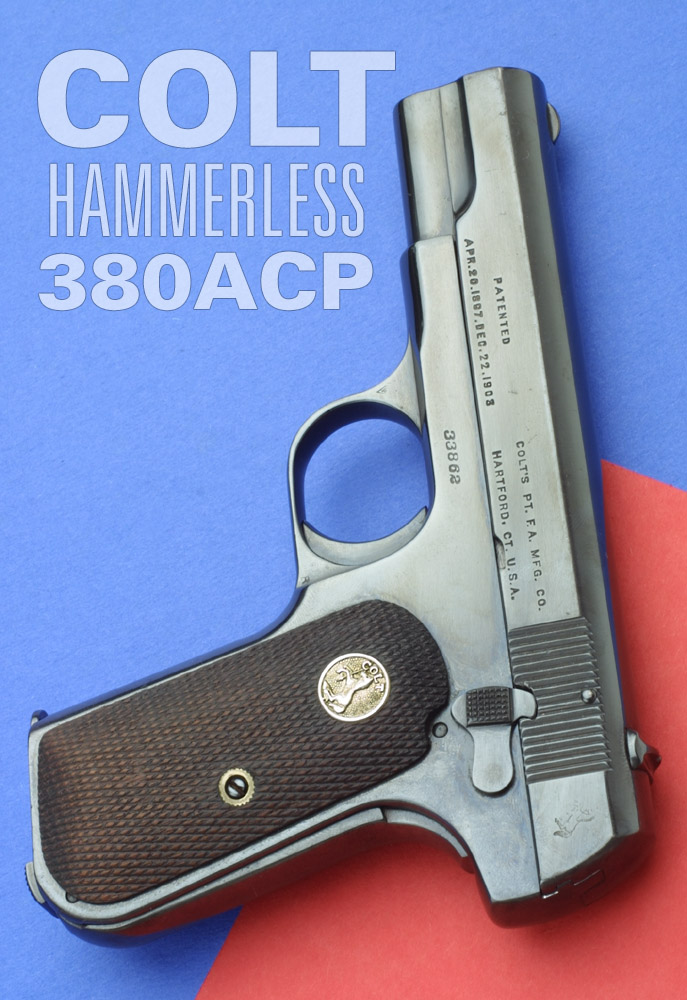
Una Colt M1903 Type III in .380 ACP prodotta nel 1919 (numero seriale #33862)

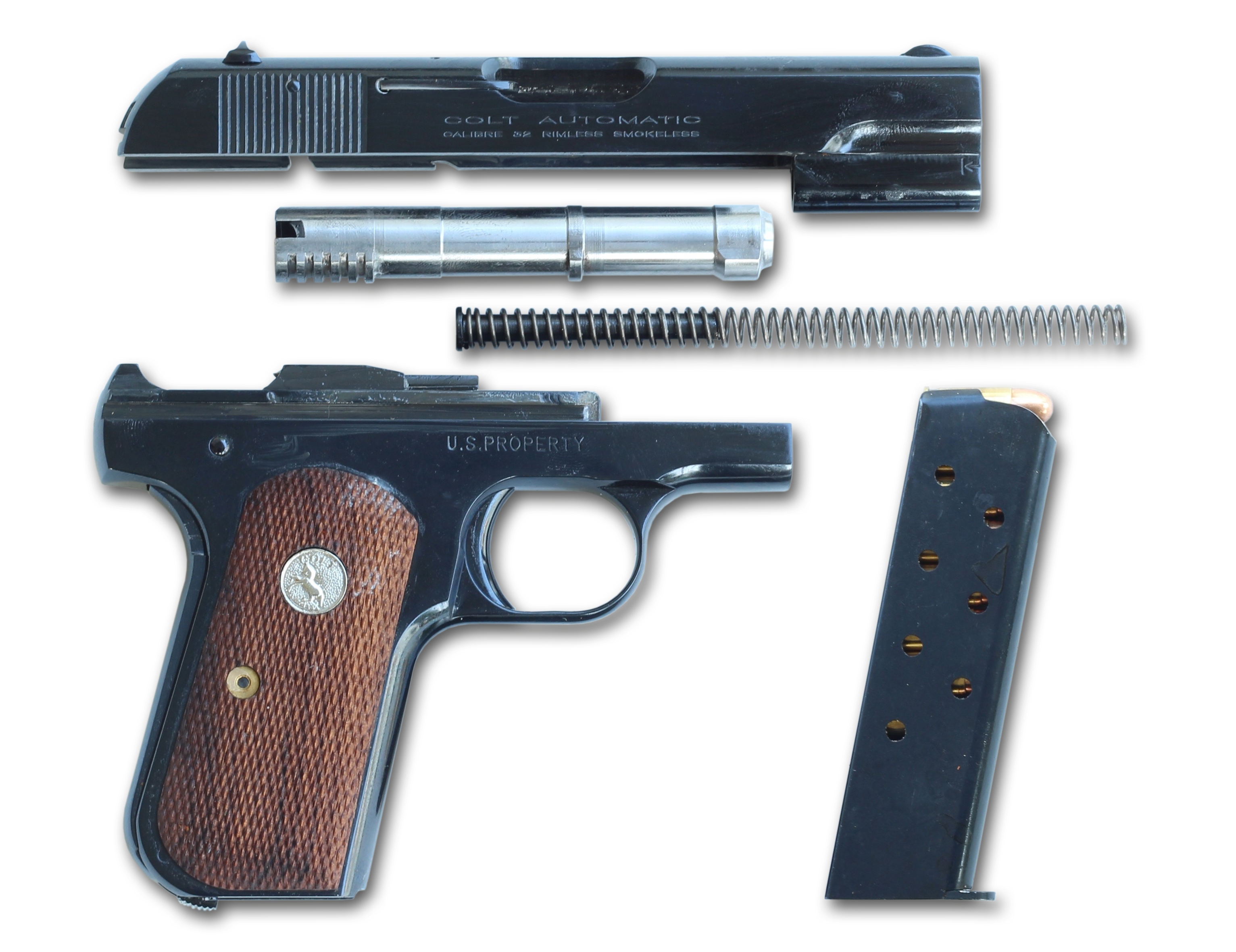
Una riproduzione prodotta dalla U.S. Armament della M1903 PH. L'arma presenta tutti i miglioramenti dell'arma originale con l'eccezione della sicura sul caricatore, aggiunta nel 1926

La pistola è azionata da un cane che fornisce impulso al percussore per innescare la munizione nella camera di scoppio. La denominazione hammerless era semplicemente una questione di marketing che sottolineava come la pistola fosse particolarmente adatta per il trasporto in fondina. Altre caratteristiche includevano la rigatura del carrello per facilitare l'azionamento e due meccanismi di sicura (una manuale a leva e l'altra sull'impugnatura). La sicura sull'impugnatura era all'epoca un marchio tipico delle pistole Colt (anche la M1911 presenta tale caratteristica). Più avanti fu introdotta anche una sicura che coinvolgeva il caricatore: supponendo di avere un colpo in canna, il meccanismo impediva l'azionamento dell'arma senza un caricatore inserito.
Nel 1908, la versione in .380 ACP fu introdotta con la denominazione M1908: l'arma è identica alla M1903, tranne che per il diametro della canna (più grande) e il caricatore, che contiene sette colpi invece che otto.
Le guancette dell'impugnatura sono realizzati in gomma vulcanizzata nera, legno di noce o (su ordinazione) in materiali pregiati quali avorio e madreperla. Il mirino anteriore è fissato in posizione, mentre il posteriore è regolabile in deriva. Il metallo dell'arma poteva essere bluito o placcato al nickel, salvo ordini personalizzati con incisioni o dettagli in oro e argento.

## Varianti e numeri di produzione
La seguente tabella riporta i numeri di produzione per i vari modelli esistenti delle M1903 Pocket Hammerless (in entrambi i calibri in cui essa era disponibile), le cui differenze si limitano alla lunghezza della canna (100 mm per la Type I, 95 mm per gli altri modelli), al bushing che poteva essere integrale alla canna (Type I, III, IV, V) o costituito da un pezzo a sé stante (Type II) e alla presenza della sicura per il caricatore (Type IV, V). Questo porta la produzione totale per la M1903 a 710.224 esemplari (.32 ACP e .380 ACP) nel corso di 42 anni di servizio. La produzione fu interrotta nel 1943 per riprendere l'anno successivo dalla Type V.
Una versione con finiture parkerizzata fu prodotta appositamente per l'esercito, a cavallo tra la Type IV e la Type V e sono identificate dai numeri seriali compresi nel range 554.447 e 572.215.
| Tipo | Date di produzione | M1903 .32 ACP     | M1908 .380 ACP    |
| ---- | ------------------ | ----------------- | ----------------- |
| I    | 1903 - 1908        | 1 - 72.000        | 0                 |
| II   | 1909               | 72.001 - 105.000  | 1 - 6.250         |
| III  | 1910 - 1926        | 105.001 - 468.000 | 6.251 - 93.000    |
| IV   | 1927 - 1942        | 468.001 - 562.000 | 93.001 - 136.000  |
| V    | 1944 - 1945        | 562.001 - 572.215 | 136.001 - 138.009 |

## Videogiochi
La pistola compare nel videogioco Red Dead Redemption del 2010. La pistola viene chiamata "High Power".